# Claire Le Men
Pour les articles homonymes, voir Le Men.
Claire Le Men est une autrice de bande dessinée et illustratrice française née à Paris le 22 novembre 1990. 

## Biographie
Claire Le Men est la fille d'une « universitaire spécialiste de Monet, Courbet, Seurat, et de la représentation des cathédrales ».
Claire Le Men suit des études de médecine pendant huit ans à l'université Paris-Descartes : elle se spécialise en psychiatrie, où elle effectue quatre semestres d'internat. Son premier stage a lieu dans une unité pour malades difficiles. Elle passe également un an à Berlin dans le cadre d'Erasmus. Après trois semestres d'internat, elle prend deux disponibilités de six mois, expérimentant plusieurs activités et suivant des cours au Centre d'enseignement spécialisé des arts narratifs (Cesan). En automne 2017, délaissant la psychiatrie, elle entre au Cesan en deuxième année jusqu'en juin 2018.
En 2019 paraît son premier album, Le Syndrome de l'imposteur,  parcours d'une interne en psychiatrie : il s'agit d'une autofiction mettant en scène une jeune interne, Lucile Lapierre, dans une unité pour malades difficiles. Le personnage principal vit des doutes sur sa légitimité et subit le syndrome de l'imposteur. La narration, qui présente l'histoire de la psychiatrie, emploie l'autodérision.
En mars 2021, elle livre son deuxième ouvrage, Nouvelles du dernier étage, qui décrit cinq personnes ordinaires présentant des traits particuliers.
En 2023, elle signe Mon Musée imaginaire, « une auto-socio-analyse de son goût pour l’art », bien accueilli sur Télérama.

## Œuvres
- Le Syndrome de l'imposteur,  parcours d'une interne en psychiatrie, La Découverte, 2019  (ISBN 978-2-348-04346-8)
- Nouvelles du dernier étage, Le Seuil, 2021  (ISBN 978-2021435658)
- Mon Musée imaginaire, La Découverte, 2023  (ISBN 9782348072871)
- Le non-événement, Gallimard, 2024
- Monstres en fleurs, Helveticq, 2024

### Documentation
- « Claire Le Men : Le syndrome de l’imposteur Parcours d’une interne en psychiatrie », L'Information psychiatrique 2019/6 (Volume 95),‎ juin 2019, pages 454-455 (lire en ligne).
- Oihana Gabriel, « Médecine: "Les gens connaissent très mal l’univers de l’hôpital psychiatrique" », 20 Minutes,‎ 2 mai 2019 (lire en ligne).